# Liste der Kreisstraßen im Landkreis Südwestpfalz
Die Liste der Kreisstraßen im Landkreis Südwestpfalz ist eine Auflistung der Kreisstraßen im rheinland-pfälzischen Landkreis Südwestpfalz.

## Abkürzungen
- K: Kreisstraße
- L: Landesstraße

## Liste
Die Kreisstraßen behalten die ihnen zugewiesene Nummer in der Regel nicht bei einem Wechsel in einen anderen Landkreis oder in eine kreisfreie Stadt. Nicht vorhandene bzw. nicht nachgewiesene Kreisstraßen werden in Kursivdruck gekennzeichnet, ebenso Straßen und Straßenabschnitte, die unabhängig vom Grund (Herabstufung zu einer Gemeindestraße oder Höherstufung) keine Kreisstraßen mehr sind. 
Der Straßenverlauf wird in der Regel von Nord nach Süd und von West nach Ost angegeben.
| Nr.  | Verlauf |
| ---- | --- |
| K 1  | (D 86b im Departement Moselle, Frankreich) – Staatsgrenze – Schweix – K 2 – L 478                                                |
| K 2  | K 1 – Hilst – L 478 |
| K 3  | L 478 – Imsbacherhof |
| K 4  | L 478 – Kröppen – L 483 – L 478 in Trulben                                                                                       |
| K 5  | L 478 in Eppenbrunn – K 61 – L 485                                                                                               |
| K 6  | L 478/L 484 – Hochstellerhof – K 7 – L 485                                                                                       |
| K 7  | (K 4 in Pirmasens) – Kreisgrenze – Kettrichhof – K 6                                                                             |
| K 8  | (K 4 in Pirmasens) – Kreisgrenze – Rodalberhof                                                                                   |
| K 10 | K 15 – Nünschweiler – L 471 – K 13 – K 12 – Kreisgrenze – (K 6 in Pirmasens)                                                     |
| K 12 | Huberhof – Dusenbrücken – K 10                                                                                                   |
| K 13 | L 478 – Dietrichingen – K 80 – K 79 – L 480 – Walshausen – L 477 – K 10                                                          |
| K 15 | K 76 – K 87 – Rieschweiler-Mühlbach – K 10 – K 78 – K 17 – L 474 – Petersberg – Staffelhof – Kreisgrenze – (K 9 in Pirmasens)    |
| K 16 | L 472 – K 20 – Kircharnbach – Kreisgrenze – (K 64 im Landkreis Kaiserslautern)                                                   |
| K 17 | L 471 in Höheischweiler – K 15 – Petersberg –                                                                                    |
| K 18 | L 473 in Saalstadt – Herschberg – K 19 – L 475                                                                                   |
| K 19 | L 475 – K 18 in Herschberg |
| K 20 | (K 63 im Landkreis Kaiserslautern) – Kreisgrenze – Obernheim – K 16 – Kirchenarnbach – Hettenhausen – K 21 – L 473 in Wallhalben |
| K 21 | (K 67 im Landkreis Kaiserslautern) – Kreisgrenze – K 20 in Hettenhausen                                                          |
| K 22 | L 473 – Schauerberg |
| K 24 | L 474 in Höheneinöd – – K 25 – – L 499 in Waldfischbach-Burgalben                                                                |
| K 25 | L 473 in Hermersberg – K 24 in Waldfischbach-Burgalben                                                                           |
| K 27 | L 497 – L 498 in Donsieders |
| K 29 | (K 72 im Landkreis Kaiserslautern) – Kreisgrenze – K 30 – L 499                                                                  |
| K 30 | K 31 in Heltersberg – Schmalenberg – K 29 – L 500                                                                                |
| K 31 | L 363 – Geiselberg – Heltersberg – K 30 – L 499                                                                                  |
| K 32 | L 499 in Waldfischbach-Burgalben – Leimen – K 33 – L 496                                                                         |
| K 33 | Röderhof – K 32 in Leimen |
| K 34 | L 498 – L 496 |
| K 36 | L 496 – Münchweilerhof – – Ruppertsweiler – L 486 in Lemberg                                                                     |
| K 37 | L 486 – L 485 in Langmühle |
| K 38 | K 56 in Wilgartswiesen – L 495 in Hauenstein                                                                                     |
| K 39 | in Dahn – K 40 – Erfweiler – in Reichenbach                                                                                      |
| K 40 | K 39 in Dahn – Burg Altdahn |
| K 41 | in Reichenbach – Schindhard – K 85 – Bärenbrunnerhof                                                                             |
| K 42 | Reinigshof – L 489 in Bruchweiler-Bärenbach                                                                                      |
| K 43 | L 478 – K 47 – Petersbächel – K 44 – K 90 – L 488 in Schönau (Pfalz)                                                             |
| K 44 | L 478 in Fischbach bei Dahn – K 43                                                                                               |
| K 46 | L 478 in Rumbach – Nothweiler – L 478                                                                                            |
| K 47 | Ludwigswinkel – K 43 |
| K 50 | L 490 in Erlenbach bei Dahn – Burg Berwartstein                                                                                  |
| K 52 | L 496 in Merzalben – Burg Gräfenstein                                                                                            |
| K 53 | L 490 – Dimbach |
| K 54 | K 56 in Wilgartswiesen – Spirkelbach – K 55 – L 495 – L 490 in Schwanheim                                                        |
| K 55 | K 54 in Spirkelbach – Kreisgrenze – (K 61 im Landkreis Südliche Weinstraße)                                                      |
| K 56 | Hermersbergerhof – Wilgartswiesen – K 38 – K 54 –                                                                                |
| K 57 | Hofstätten – |
| K 58 | (K 17 im Landkreis Bad Dürkheim) – Kreisgrenze –                                                                                 |
| K 61 | Ransbrunnerhof – K 5 |
| K 62 | (K 9 in Zweibrücken) – Kreisgrenze – L 478                                                                                       |
| K 63 | (K 7 in Zweibrücken) – Kreisgrenze – Großbundenbach – L 468 – Kleinbundenbach – L 468                                            |
| K 64 | (L 215 im Saarland) – Landesgrenze – L 463 in Bechhofen                                                                          |
| K 65 | (K 74 im Landkreis Kaiserslautern) – Kreisgrenze – L 463 in Bechhofen                                                            |
| K 66 | L 467 in Wiesbach – L 469 |
| K 67 | L 465 – Rosenkopf – L 465 |
| K 68 | L 467 – Herrenwalderhof |
| K 69 | Biedershausen – L 469 in Winterbach (Pfalz)                                                                                      |
| K 70 | L 466 – Knopp – L 469 – K 71 – Kreisgrenze – (K 68 im Landkreis Kaiserslautern)                                                  |
| K 71 | L 466 – Labach – K 70 |
| K 72 | (K 3 in Zweibrücken) – Kreisgrenze – K 74 in Contwig                                                                             |
| K 73 | L 471 in Contwig – Ruppenthalerhof                                                                                               |
| K 74 | (K 13 in Zweibrücken) – Kreisgrenze – Contwig – L 471 – K 72 – L 480                                                             |
| K 75 | L 469 in Niederhausen – K 76 in Battweiler                                                                                       |
| K 76 | (K 14 in Zweibrücken) – Kreisgrenze – Battweiler – K 75 – K 15 – Reifenberg – L 466                                              |
| K 77 | Hitscherhof – L 477 |
| K 78 | L 477 – K 15 in Rieschweiler-Mühlbach                                                                                            |
| K 79 | Lustschloss Monbijou – K 13 in Dietrichingen                                                                                     |
| K 80 | K 13 in Dietrichingen – L 478 |
| K 81 | L 478 – Riedelberg – K 82 – L 478                                                                                                |
| K 82 | K 81 in Riedelberg – Riedelbergermühle                                                                                           |
| K 83 | (K 10 in Zweibrücken) – Kreisgrenze – Eichenhof                                                                                  |
| K 84 | L 480 – L 477 |
| K 85 | K 41 in Schindhard – in Busenberg                                                                                                |
| K 87 | Flugplatz Pirmasens-Pottschütthöhe – K 15                                                                                        |
| K 88 | /L 496 – K 36 in Münchweiler an der Rodalb                                                                                       |
| K 89 | L 496 – Riegelbrunnerhof – Münchweiler an der Rodalb                                                                             |
| K 90 | Gebüg – K 43 |
| K 91 | (K 65 im Landkreis Südliche Weinstraße) – Kreisgrenze – Lug – L 495 – L 490                                                      |